# Munroe Bourne
Munroe Bourne (né le 26 juin 1910 à Victoria (Colombie-Britannique) et mort le 11 juillet 1992 à Rothesay (Nouveau-Brunswick)) est un nageur canadien spécialiste des épreuves de nage libre.

## Palmarès

### Jeux olympiques
- Jeux olympiques de 1928 à Amsterdam (Pays-Bas) :
  -  Médaille de bronze du 4 × 200 m nage libre[1].